# 岩瀬隆広
岩瀬 隆広（いわせ たかひろ、1952年5月28日 - ）は、日本の技術者・実業家。トヨタ車体代表取締役社長、愛知製鋼代表取締役会長を経て、愛知県公安委員会委員長。

## 人物・経歴
愛知県出身。1975年名古屋大学工学部卒業。1977年名古屋大学大学院工学研究科修士課程修了、トヨタ自動車工業（現トヨタ自動車）入社。2005年常務役員。2009年専務取締役。2011年専務役員、トヨタモーターアジアパシフィック取締役副会長。2013年トヨタ車体副社長執行役員。2014年からトヨタ車体代表取締役社長を務め、新興国での事業展開などにあたった。2016年愛知製鋼代表取締役会長。2017年中央発條監査役。2018年愛知県公安委員会委員。2020年愛知製鋼代表取締役会長退任、愛知県公安委員会委員長。2021年マキタ取締役、DMG森精機監査役。ダイドー㈱顧問